# 農林省農政局
農林省農政局（のうりんしょうのうせいきょく）は、1963年1月20日から1972年8月16日まで農林省に置かれていた内部部局。

## 概要
農業行政の企画のほか、農業経営や租税、公課等の徴収負担、農業関係団体に関する事務といったことを所掌していた。
1972年8月16日に農地局、蚕糸園芸局と再編成され構造改善局、農蚕園芸局、食品流通局となる。

## 組織

### 農政課
所掌
農林省組織令（昭和38年政令第1号）第32条に所掌事務が規定されている。
```
（農政課の所掌事務）
第32条 農政課においては、次の事務をつかさどる。
  一 
農業
経営の改善に関する企画その他農業
行政
に関する企画を行なうこと。
  二 農業経営の改善に関する施策につき調整を行なうこと。
  三 農業就業構造の改善に関すること。
  四 
農業者
に関する
租税
、公課その他の負担に関する連絡調整を行なうこと。
  五 農業構造の改善に関する施策につき調整を行なうこと。
  六 農業構造の改善に関する調査を行なうこと。
  七 
都道府県
農業委員会
及び
全国農業会議所
に関すること。
  八 前各号に掲げるもののほか、農政局の所掌で他の所掌に属しないものに関すること。
```

### 構造改善事業課
所掌
農林省組織令（昭和38年政令第1号）第33条に所掌事務が規定されている。
```
（構造改善事業課の所掌事務）
第33条 構造改善事業課においては、次の事務をつかさどる。
  一 
農業
構造改善事業に関し指導及び助成を行なうこと。
  二 農村漁村の総合的な振興計画の樹立及び実施についての指導及び助成に関すること。
  三 積雪寒冷単作地帯、急降斜地帯、特殊土じょう地帯、温田単作地帯、海岸砂地地帯及び畑地地帯の振興等に関する対策についての連絡調整を行なうこと。
  四 農村漁村における電気導入に関すること。
  五 農村漁村振興対策中央審議会に関すること。
```

### 農業協同組合課
所掌
農林省組織令（昭和38年政令第1号）第34条に所掌事務が規定されている。
```
（農業協同組合課の所掌事務）
第34条 構造改善事業課においては、次の事務をつかさどる。
  一 
農業協同組合
（
農業協同組合連合会
、
事業組合法人
及び
農業協同組合中央会
を含む。次条において同じ。）の指導監督及び助成を行なうこと。
  二 
農林漁業団体職員共済組合
の指導監督及び助成を行なうこと。
  三 農業倉庫に関すること。
```

### 組合検査課
所掌
農林省組織令（昭和38年政令第1号）第35条に所掌事務が規定されている。
```
（組合検査課の所掌事務）
第35条 組合検査課においては、農業協同組合の検査に関する事務をつかさどる。
```

### 農産課
所掌
農林省組織令（昭和38年政令第1号）第36条に所掌事務が規定されている。
```
（農産課の所掌事務）
第36条 農産課においては、次の事務をつかさどる。
  一 農業生産計画に関すること。
  二 農作物の作付体系の合理化に関すること。
  三 米類、麦類その他の穀類（豆類を除く。）及びその生産に伴う副産物の生産、流通及び
消費
の増加、改善及び調整を図ること。（
食糧庁
の所掌に属することを除く。）
  四 稲、麦類その他の穀類（豆類を除く。）の種子及び
緑肥
の種子の生産、流通及び消費の増進、改善及び調整を図ること。
  五 農業専用物品（肥料、農機具及び農薬を除く。次号において同じ。）の生産、流通及び消費の増進、改善及び調整を図ること。
  六 第三号に規定する農産物及び農業専用物品の検査に属すること。（農産物検査法（
昭和26年
法律第144号）による検査に関することを除く。）
  七 緑肥、たい肥等の生産に関すること。
  八 農作物の災害（
病虫害
を除く。）の防除に関すること。（園芸局の所掌に属することを除く。）
  九 耕土培養及び低位生産地調査に関すること。
  十 農業改良資金助成法（
昭和31年
法律第102号）に基づいて、
都道府県
の行なう資金の貸付けにつき助成を行なうこと。
```

### 農業機械課
所掌
農林省組織令（昭和38年政令第1号）第37条に所掌事務が規定されている。
```
（農業機械課の所掌事務）
第37条 農業機械課においては、次の事務をつかさどる。
  一 
農業
の機械化及び電化を図ること。
  二 農機具の生産、流通及び
消費
の増進、改善及び調整を図ること。
  三 農機具の検査に関すること。
  四 農業機械化研修施設に関すること。
  五 農業機械化研究所の指導監督を行なうこと。
  六 農業機械化審議会に関すること。
```

### 植物防疫課
所掌
農林省組織令（昭和38年政令第1号）第38条に所掌事務が規定されている。
```
（植物防疫課の所掌事務）
第38条 植物防疫課においては、次の事務をつかさどる。
  一 
病害虫
の発生予察に関すること。
  二 病虫害の防除に関すること。
  三 輸出入植物の検疫を行なうこと。
  四 農薬の取り締りを行ない、その他
農業
の生産、流通及び
消費
の増進、改善及び調整を図ること。
  五 
植物防疫所
及び
農薬検査所
に関すること。
```

### 拓植課
所掌
農林省組織令（昭和38年政令第1号）第39条に所掌事務が規定されている。
```
（拓植課の所掌事務）
第39条 拓植課においては、次の事務をつかさどる。
  一 
農業者
の海外移住に関し、その募集、選考及び教育並びに移住地の調査を行なうこと。
  二 農村青壮年の海外派遣に関すること。
```

### 普及部

#### 普及教育課
所掌
農林省組織令（昭和38年政令第1号）第40条に所掌事務が規定されている。
```
（普及教育課の所掌事務）
第40条 普及教育課においては、次の事務をつかさどる。
  一 
農業
（畜産業を含み、蚕糸業を除く。以下この条において同じ。）及び農山漁家の生活に関する普及事業についての制度の企画を行なうこと。
  二 農業に関する普及事業の組織の整備に関すること。
  三 農業に関する技術の普及を図り、並びにその実施の状況及び成果を調査すること。
  四 農業に関する知識の普及交換に関する資料を収集し、整理し、及び刊行すること。
  五 農民教育に関する企画及び調査を行なうこと。
  六 農業に関する普及関係職員の資格試験、養成及び資質の向上に関すること。
  七 農業伝習施設及び農業講習所に関すること。
  八 農村青少年の農業及び生活の改善に関する知識及び技術の向上を図ること。
  九 
農業簿記
、営農改善設計その他農業経営の改善に資するものの普及を図ること。
  十 農業に関する品評会、共進会等に関すること。
  十一 前各号に掲げるもののほか、普及部の所掌事務で生活改善課の所掌に属しないものに関すること。
```

#### 生活改善課
所掌
農林省組織令（昭和38年政令第1号）第41条に所掌事務が規定されている。
```
（生活改善課の所掌事務）
第41条 生活改善課においては、次の事務をつかさどる。
  一 農山漁家の生活に関する普及事業の組織の整備に関すること。
  二 農山漁家の生活に関する技術の普及を図り、並びにその実施の状況及び成果を調査すること。
  三 農山漁家の生活に関する知識の普及交換に関する資料を収集し、整理し、及び刊行すること。
  四 農山漁家の生活に関する普及関係職員の資格試験、養成及び資質の向上に関すること。
```

## 農政局長
| 氏名     | 就任年月日     | 備考     |
| 振興局長 | 振興局長       | 振興局長 |
| -------- | -------------- | -------- |
| 大坪藤市 | 1956年6月25日  |          |
| 永野正二 | 1957年8月31日  |          |
| 増田盛   | 1958年8月22日  |          |
| 斎藤誠   | 1960年12月14日 |          |
| 農政局長 |                |          |
| 斎藤誠   | 1963年1月20日  |          |
| 昌谷孝   | 1963年9月21日  |          |
| 和田正明 | 1965年6月2日   |          |
| 森本修   | 1966年9月16日  |          |
| 太田康二 | 1968年6月1日   |          |
| 池田修也 | 1968年12月6日  |          |
| 中野和仁 | 1970年9月1日   |          |
| 内村良英 | 1971年6月22日  |          |
| 荒勝巌   | 1972年8月16日  |          |

- 農政局発足と同時に農政局長となる。